# Cantone di Grancey-le-Château-Neuvelle
Il Cantone di Grancey-le-Château-Neuvelle era una divisione amministrativa dell'arrondissement di Digione.
A seguito della riforma approvata con decreto del 18 febbraio 2014, che ha avuto attuazione dopo le elezioni dipartimentali del 2015, è stato soppresso.

## Composizione
Comprendeva i comuni di:
- Avot
- Barjon
- Busserotte-et-Montenaille
- Bussières
- Courlon
- Cussey-les-Forges
- Fraignot-et-Vesvrotte
- Grancey-le-Château-Neuvelle
- Le Meix
- Salives